# FC 2DROTS Moscú
El FC 2DROTS es un club de fútbol ruso de la ciudad de Moscú, uno de los equipos de medios más populares de Rusia.
El 10 de julio de 2022, 2DROTS ganó la primera temporada de la Media Football League. Después de eso, el Club participó en la Copa de Rusia 2022-23. El 3 de diciembre de 2022, 2DROTS ganó la final de la segunda temporada de la MFL. El club perdió la tercera temporada de la MFL, pero como finalista, todo estaba exactamente invitado a la Copa de Rusia 2023-24. En la temporada 5 de la MFL, el equipo llegó a la final, donde perdió ante Broke Boys por 0-3. El club fue nuevamente invitado a la Copa de Rusia.
El principal rival de 2DROTS es Amkal.